# Livezi (Vâlcea)
Livezi è un comune della Romania di 2 516 abitanti, ubicato nel distretto di Vâlcea, nella regione storica dell'Oltenia.